# Аязколь
Аязко́ль, Ая́з, Аязкала (узб. Аёзкўл, Ayozko‘l) — бессточное солоноватое озеро на территории Республики Каракалпакстан в составе Узбекистана. Образовалось в начале 1980-х годов из сбросовых вод с полей Турткульского и Эликкалинского районов.

## Описание
Аязколь располагается в пустынной местности у подножия хребта Султан-Увайс, между вершиной Кукча на западе (170 м) и вершиной Аязкала (169 м) на юго-востоке. С севера к нему подступают пески Кызылкум, с юго-запада — небольшой песчаный массив Пашайхакум. Абсолютная высота уреза воды — 91 метр.
Постоянной береговой линии озеро не имеет. Аязколь вытянут в восточно-западном направлении, при длине в 20—25 километров и ширине в 4 километра. В западной части озеро представляет собой несколько водных пространств, практически отделённых друг от друга. Средняя глубина Аязколя составляет 1,5—2 метра. Вода чистая, имеет достаточно высокую минерализацию (10—12 ‰). Из-за сильной солёности озеро выглядит покрытым ледяной коркой. Берега и, частично, водное пространство, зарастают камышом.
Озеро подпитывается за счёт вод, возвращаемых с полива, которые поступают в него по каналу Кырккыз. Сбросовые воды впадают в Аязколь с юго-востока.
На озере ведётся рыболовный промысел.